# Streit (Mistelgau)
Streit ist ein Gemeindeteil der Gemeinde Mistelgau im Landkreis Bayreuth (Oberfranken, Bayern). Streit liegt in der Gemarkung Frankenhaag.

## Geografie
Das Dorf liegt am Fuße des Streiter Berges (482 m ü. NHN) südlich der Weides, einem linken Zufluss der Truppach. Eine Gemeindeverbindungsstraße führt nach Frankenhaag zur Kreisstraße BT 1 (1,2 km östlich) bzw. direkt zur BT 1 (0,8 km nordwestlich).

## Geschichte
Streit war seit dem Mittelalter ein streitbergisches Reichslehen, verliehen an die Pötzlinger. 1690 folgten als Lehensherrn die Schenken von Stauffenberg.
Gegen Ende des 18. Jahrhunderts gab es in Streit 21 Anwesen. Die Hochgerichtsbarkeit stand dem bayreuthischen Stadtvogteiamt Bayreuth zu. Die Dorf- und Gemeindeherrschaft hatte das Amt Unternschreez. Grundherren waren die bayreuthische Verwaltung Glashütten (1 Söldengut mit Blaufarbenfabrik, 1 Pottaschhütte, 5 Söldengüter), das Rittergut Mengersdorf (1 Sölde, 1 Tropfhaus) und das Rittergut Burggrub (1 Ökonomiegut, 9 Söldengüter, 1 Halbsöldengut, 1 Tropfhaus).
Von 1797 bis 1810 unterstand der Ort dem Justiz- und Kammeramt Bayreuth. Infolge des Gemeindeedikts wurde Streit dem 1812 gebildeten Steuerdistrikt Mistelgau zugewiesen. Zugleich entstand die Ruralgemeinde Streit, zu der Klingenmühle und Sorg gehörten. Sie war in Verwaltung und Gerichtsbarkeit dem Landgericht Bayreuth zugeordnet und in der Finanzverwaltung dem Rentamt Bayreuth. Die ehemals ritterschaftlichen Güter unterstanden in der freiwilligen Gerichtsbarkeit bis 1848 dem Patrimonialgericht Aufseß bzw. dem Patrimonialgericht Burggrub. Mit dem Gemeindeedikt von 1818 wurde die Gemeinde Streit in die  Gemeinde Frankenhaag eingegliedert. Am 1. Januar 1972 wurde diese im Zuge der Gebietsreform in Bayern in die Gemeinde Mistelgau eingegliedert.

## Einwohnerentwicklung
| Jahr      | 001819 | 00 1822 | 001861 | 001871 | 001885 | 001900 | 001925 | 001950 | 001961 | 001970 | 001987 |
| Einwohner | 117 *  | 109     | 144    | 146    | 133    | 122    | 110    | 137    | 119    | 114    | 106    |
| Häuser    |        | 18      |        |        | 20     | 21     | 21     | 22     | 24     |        | 23     |
| Quelle    | [ 10 ] | [ 7 ]   | [ 11 ] | [ 12 ] | [ 13 ] | [ 14 ] | [ 15 ] | [ 16 ] | [ 17 ] | [ 18 ] | [ 1 ]  |

## Religion
Streit ist seit der Reformation evangelisch-lutherisch geprägt und nach St. Jakob (Obernsees) gepfarrt.